# Барбара Стийл
Барбара Стийл (на английски: Barbara Steele) е английска филмова актриса. 

## Биография
Родена е на 29 декември 1937 г. в Бъркънхед, Великобритания. Популярна е с ролите си в множество италиански филми на ужасите от 1960-те. Пробивът ѝ в киното е с филма на Марио Бава „La maschera del demonio“ (1960), смятан за класика в жанра. Следващите продукции, в които се снима, са в хорър филмите „The Pit and the Pendulum“ (1961), „L'Orribile segreto del Dr. Hichcock“ (1962) и „Lo Spettro“ (1963).
През 1963 г. се снима в класическия филм на Федерико Фелини „Осем и половина“, редом с Клаудия Кардинале, Марчело Мастрояни и Анук Еме. През следващите няколко години се снима в още няколко европейски филми на ужасите, последният от които е от 1968 г.
Между 1970 и 1990 г. Стийл приема предимно малки роли в нискобюджетни продукции. През 1991 г. участва в сериала „Dark Shadows“, чието излъчване приключва след едва 12 епизода.

## Избрана филмография
| година | филм                | оригинално заглавие  | роля         | режисьор        |
| ------ | ------------------- | -------------------- | ------------ | --------------- |
| 1963   | 8½                  | 8½                   | Глория Морин | Федерико Фелини |
| 1966   | Армията Бранкалеоне | L'armata Brancaleone | Теодора      | Марио Моничели  |
| 1978   | Хубавицата          | Pretty Baby          | Жозефин      | Луи Мал         |